# Helena w stroju niedbałem
Helena w stroju niedbałem czyli Królewskie opowieści pana Piecyka – zbiór gwarowych, żartobliwych felietonów autorstwa Stefana Wiecheckiego "Wiecha" wydanych po raz pierwszy w Warszawie w 1956 (wydawnictwo Czytelnik).
Poszczególne felietony stanowią opowieści (wykłady) z historii Polski i z życia kolejnych władców I Rzeczypospolitej, które na ulicach powojennej Warszawy wygłasza Pan Piecyk, bohater wielu innych dzieł autora. Są one swoistą, prześmiewczą interpretacją historii Polski. Wiech zabawia czytelników m.in. poprzez stosowanie hipokorystyków (zdrobnień i przekształceń nazw osobowych władców utrwalonych w historii).
Jan Lechoń uznał zbiór za "prawdziwe arcydzieło". Stwierdził: "kto wie, czy ta Helena w stroju niedbałem nie jest książką najlepszą i najbardziej polską wśród wszystkich, jakie powstały w bierutowskiej Warszawie".